# 马尔萨斯陷阱
马尔萨斯陷阱，又称为「马尔萨斯灾难」，以政治经济学家托馬斯·羅伯特·馬爾薩斯命名，认为对大部分人类历史来说，收入停滞的原因是因为技术的进步与发现仅仅造成人口的增加而没有提高人类的生活水準。只是在1800年左右开始的工业革命才使得一些国家的人均收入大幅增加，同时他们也跳出陷阱。

## 马尔萨斯的理论依据
马尔萨斯提出“在任何国家的任何时期，人口的增加受到生存手段的限制，当生存手段增加时，人口也随之增加，但后者受到“不幸和罪恶”的限制。讽刺的是，这个关于人类无法取得实质性进展的悲观的看法是在1798年，第一次工业革命快要开始时提出的。

### 证据
不同国家的证据显示，在公元1年 - 1500年间技术进步及更高产的土地对人口密度有积极影响，对生活水準没有重大影响，支持该理论。 (Ashraf and Galor, 2010).并且有学者报告在极长时间内不同地区的薪水也缺乏显著的趋势。比如在公元前1800到1600年，巴比倫的一个普通工人的一天的薪水能买到6.8千克（15磅）的小麦。在公元前328年的雅典相同的薪水能买10.8千克（24磅）小麦。在1800年的英格兰薪水大约是5.89千克（13磅）小麦.  这些社会的技术进步并未造成工资的差异。1200年到1800年的英国，薪水只有相对很少的波动，于1450年到达高峰，在1800年时卻很低。

### 跳出的理论
马尔萨斯陷阱的起因很多，如同工业革命的理论。统一增长理论探索了从马尔萨斯时期到可持续经济增长时期的转变，其中的一个分支专门探索人类进化和经济发展的相互作用。一些人认为在马尔萨斯时期自然选择选择了对增长过程有利的特点，带来了工业革命。  支持理论的证据显示英格兰在17世纪最富有的人生存了下来。
最近有人提出在跳出马尔萨斯陷阱时重大的社会动荡的出现是正常的。